# Atrichomalus trianellatus
Atrichomalus trianellatus är en stekelart som beskrevs av Graham 1956. Atrichomalus trianellatus ingår i släktet Atrichomalus och familjen puppglanssteklar. Arten är reproducerande i Sverige. Inga underarter finns listade.